# Boeing 737
El Boeing 737 es un avión de pasajeros bimotor de reacción de fuselaje estrecho para vuelos alcance medio a corto, fabricado y desarrollado por la compañía estadounidense Boeing desde 1967 hasta la fecha. El 737 se desarrolló como una versión derivada de los Boeing 707 y 727, de menor coste, menor tamaño y bimotor. El 737 se empezó a diseñar en 1964, realizando su primer vuelo en 1967, y entró en servicio el 10 de febrero de 1968 con Lufthansa. Tiene diez variantes, las cuales son; 737-100, 737-200, 737-200 Advanced, 737-300, 737-400, 737-500, y la serie Next Generation (NG) (-600, -700, -800 y -900) todavía en producción. Estas variantes fueron sustituidas por el Boeing 737 MAX.
El Boeing 737 es el avión de pasajeros turboventilador con mayor número de unidades vendidas de la historia de la aviación. Este modelo se lleva fabricando sin interrupción desde 1967, con más de 11 500 aeronaves entregadas de las 15 871 unidades encargadas a julio de 2023. También es la aeronave comercial que más sonido genera (hasta 109,8 decibelios).
La fabricación del 737 está centralizada en la fábrica de Boeing situada en Renton, Washington. Muchos 737 se emplean para mercados en los que anteriormente se empleaban aeronaves del modelo 707, 727, 757, DC-9, y MD-80/MD-90, y este modelo actualmente compite con las aeronaves de la familia Airbus A320. Según un estudio, se estima que hay un promedio de 1 250 Boeing 737 en vuelo en todo momento, con dos unidades despegando o aterrizando en algún lugar del mundo cada cinco segundos. Es el modelo más usado en los vuelos nacionales de Estados Unidos.

## Historia
Boeing construyó el 737 para cubrir su necesidad de contar con un producto que compitiera en el mercado de transporte aéreo de corto alcance, abierto por el BAC 1-11 y el Douglas DC-9. Boeing entró tarde en esa competición cuando inició la construcción del 737 en 1964, pues sus dos competidores ya tenían certificados de vuelo.
El 19 de febrero de 1965, la constructora norteamericana, Boeing, anunció su intención de construir el modelo 737, un transporte aéreo de corto alcance propulsado por dos motores a reacción. El Boeing 737-100 fue bautizado el 17 de enero de 1967 e hizo su primer vuelo el 9 de abril del mismo año, y Lufthansa inauguró sus servicios con este avión el 10 de febrero de 1968. El 737 estaba constituido por el fuselaje del 727 con una cola similar a la del 707, tecnología que Boeing reutilizó al máximo. Debido a sus dimensiones reducidas con respecto a los otros modelos de la empresa recibió el apodo de "Baby Boeing".
Se preveía una capacidad de entre 60 y 85 pasajeros, pero Lufthansa como cliente de lanzamiento necesitaba una capacidad de 100 asientos, por lo que hubo que ampliar el fuselaje. Esto dio al 737 una gran ventaja sobre la competencia, al brindar más capacidad de pasajeros y un menor costo de diseño, el ala incorporaba gran parte de la tecnología desarrollada para el Boeing 727, pero se optó por un diseño más conservador.
Dos meses después de que Boeing lanzara al mercado el 737, la compañía anunció el simultáneo desarrollo del modelo 737-200, de mayor capacidad. El primer 737-200 voló el 8 de agosto de 1967 y la entrada en servicio fue con United Airlines el 29 de abril de 1968. El 737-200 tiene el fuselaje 1,83 metros más largo, para dar cabida a 130 pasajeros.
En un principio, las ventas fueron malas y en 1972 la empresa solo había entregado 14 unidades. Durante esos años se consideró incluso venderle el programa a una compañía japonesa, pero en última instancia Boeing decidió mantenerlo e invertir en este. A finales de los años 1970 el 737 comenzó a venderse, en parte gracias a la desregulación de 1978.
En 1979 apareció el 737-200 Adv. (Advanced), que tenía mayor capacidad de combustible, mayor peso al despegue, mayor alcance y una aviónica mejorada. La producción de 737-200 terminó en 1988 después de haberse fabricado 1114 unidades.
Después se fabricaron otros dos grupos de series. En los años 1980, apareció el 737 Classic, conocido como segunda generación y que incluía las series -300, -400 y -500. La -300 fue lanzado el 5 de marzo de 1981 por Southwest Airlines, era 3 metros más larga que la serie -200 y estaba equipada con el turbofán CFM56-3. La -400 hizo su aparición el 4 de julio de 1986 y era otros 3 metros más largo que la -300 con cabida para 168 pasajeros. Finalmente en mayo de 1987 salió la -500, la más pequeña y última de la segunda generación.
En noviembre de 1993 Boeing anunció el desarrollo del tercer grupo de series, conocido como Next Generation (NG). Esta incluyó una nueva ala mejorada y agrandada, mayores velocidades de crucero, mayores alcances, un mantenimiento más económico y aviónica mejorada. Esta serie fue iniciada por Southwest Airlines el 14 de enero de 1994, cuando solicitó 63 aparatos de la -700, sucesora de la -300, que hizo su primer vuelo el 9 de febrero de 1997 y la primera entrega fue el 17 de diciembre de ese mismo año. La -800 hizo su primer vuelo el 31 de julio de 1997 y reemplaza a la -400 y la -600 que reemplazó a la -500. LA penúltima serie es la 737-900 para 179 pasajeros con un alcance de 5000 km. Debido a la poca demanda, Boeing la canceló el 18 de octubre de 2005.
El 16 de diciembre de 2011, la aerolínea Flydubai recibió el Boeing 737 n.º 7000 producido, el 21er Boeing 737-800 de la empresa y 14º con Boeing Sky Interior. La única aerolínea que ha operado las tres versiones (Original, Classic y Next Generation) al mismo tiempo fue Aerolíneas Argentinas. En 2019, uno de cada tres vuelos domésticos en Estados Unidos se realiza con aviones 737, más que con cualquier otro modelo.
Cuando retrae las ruedas, estas quedan alojadas a la vista en los huecos que posee el fuselaje por su parte inferior del mismo modo que los ATR 42, los ATR 72 y los Airbus A220.
Ninguna versión del 737 tiene EICAS o por lo menos 3 sensores AoA, o protección total de la envolvente de vuelo.

## Variantes
Los modelos del 737 se pueden dividir en cuatro generaciones, incluyendo nueve variantes importantes. Los modelos “originales” consisten en el Boeing 737-100, -200/-200 Advanced. Los modelos “clásicos” consisten en el -300, el -400, y el -500. Las variantes del “Next Generation” consisten en el -600, el -700/-700ER, el -800, y el -900/-900ER. Las variantes MAX consienten el 7 MAX, 8 MAX, 9 MAX y 10 MAX. De estas 13 variantes, se ofrecen versiones y conversiones adicionales.

### Boeing Business Jet (BBJ)
Boeing Business Jet es la empresa de The Boeing Company encargada de adaptar aviones de Boeing para su uso ejecutivo. Existen varias versiones, BBJ1 (737-700) y BBJ2 (737-800). A su vez se están desarrollando conversiones a aviones 747-8 y 787 a partir de cuando entren en servicio comercialmente. Varios países han destinado esta versión como avión presidencial.

### Boeing 737 original

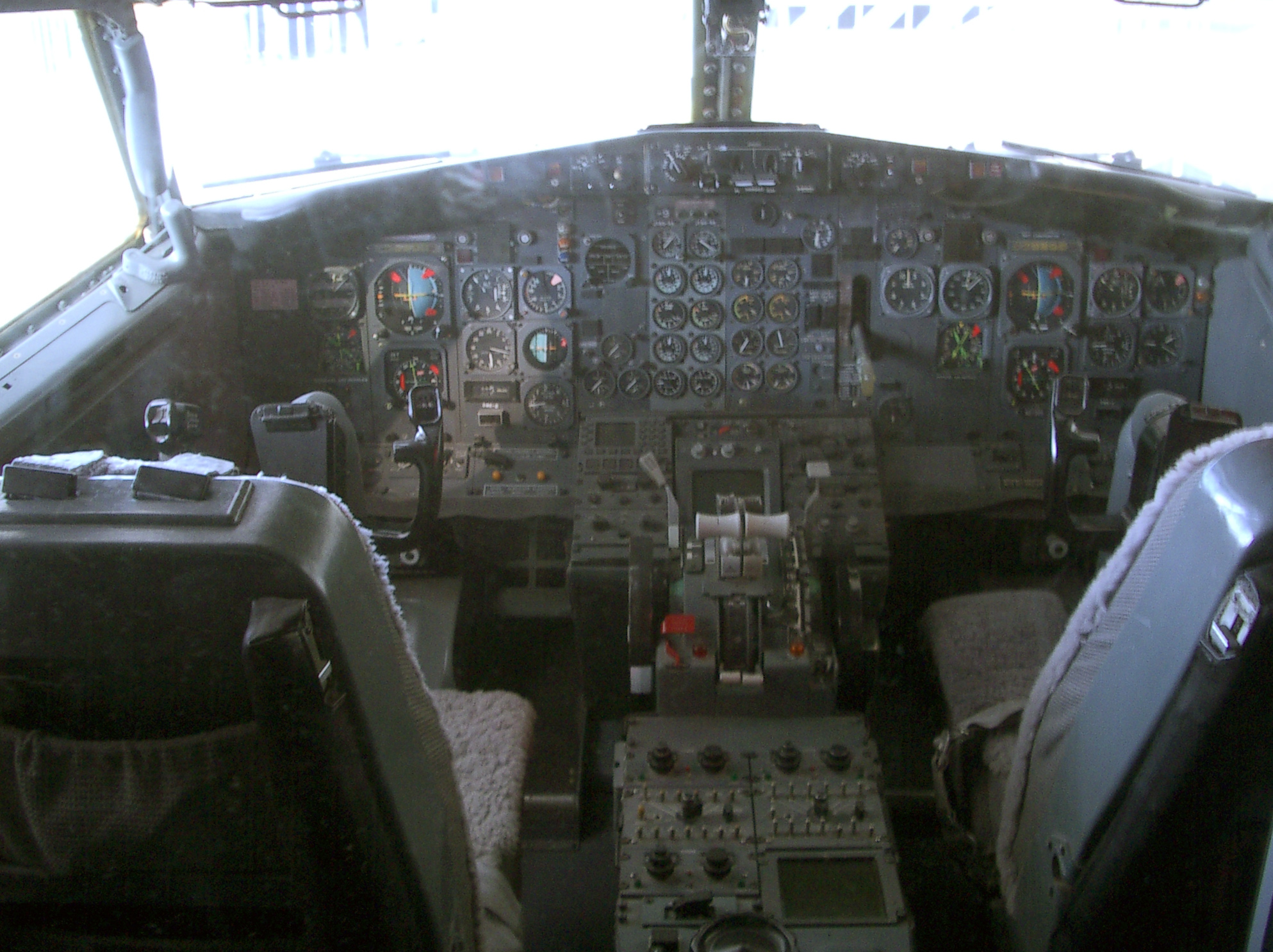
Cabina del prototipo del Boeing 737 (737-130).

Es la primera generación del Boeing 737 y también la primera en entrar en producción.
Está compuesta por los modelos:
- Boeing 737-100
- Boeing 737-200

#### Serie 100
El modelo inicial de esta familia fue el 737-100, siendo a su vez el modelo más pequeño. Su cliente de lanzamiento fue la aerolínea alemana Lufthansa en 1964, entrando en servicio en 1968. Solo 30 737-100 fueron pedidos y entregados, debido a que a petición de las aerolíneas, la serie -100 fue mejorada, dando nacimiento a la serie -200. En la actualidad no queda ningún 737-100 operando ni con capacidad para volar. El prototipo original (737-130, registrado N515NA) de Boeing está en exhibición estática en el Museum of Flight en Seattle, Washington.

#### Serie 200

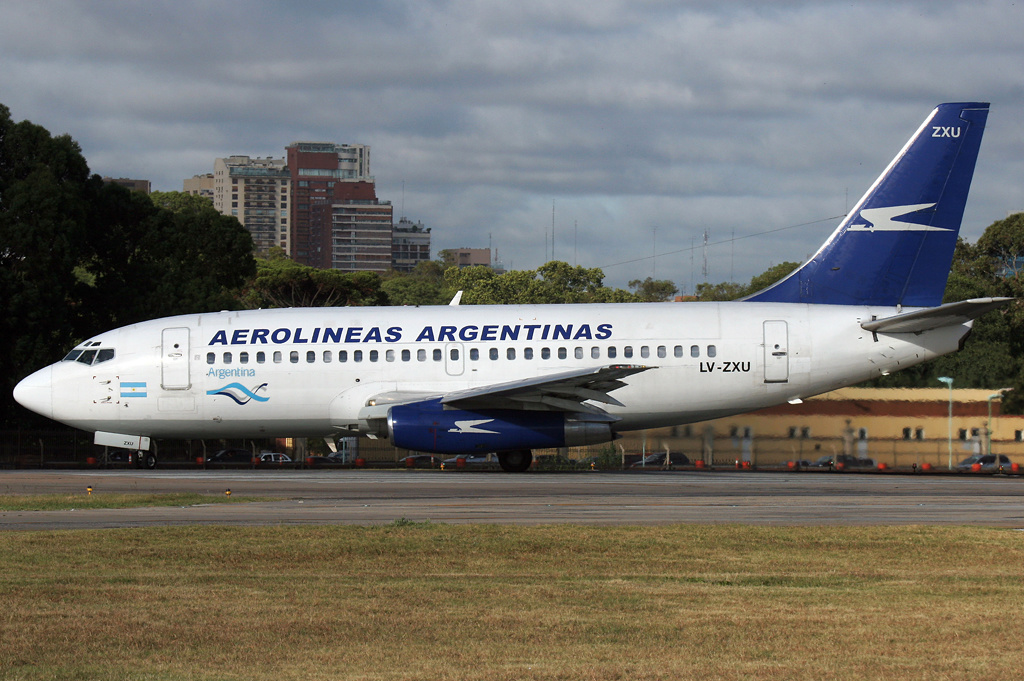
737-200 de Aerolíneas Argentinas (retirados en noviembre de 2009)

El avión Boeing modelo 737-200, fue diseñado para vuelos de corto y medio alcance pues su autonomía de combustible es de 4 horas aproximadamente, o el equivalente a 2580 km (≈ 1400 millas náuticas).
Es un avión bimotor, equipado con motores Pratt & Whitney JT8D que se ubican debajo de cada ala y cuentan con sistema de reversa.
- Altura máxima de vuelo: 37 000 pies
- Velocidad máxima: 952 km/h (Mach 0,84)British Airways Boeing 737-200 (1985).

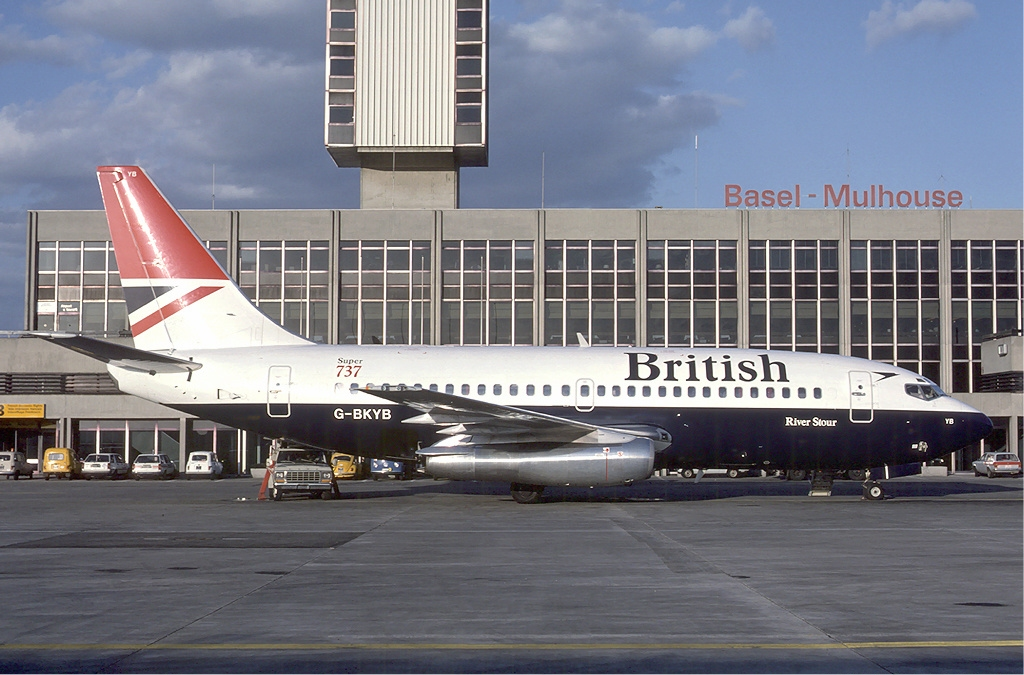
British Airways Boeing 737-200 (1985).

Está equipado con 4 puertas, dos a cada lado situadas adelante y atrás. En la parte inferior de cada puerta está adosado un tobogán de escape. Adicionalmente, hay 2 ventanillas de emergencia, 1 a cada lado del fuselaje a la altura de las alas, y otras 2 ventanillas situadas debajo de la cabina de vuelo del piloto.
Contiene 3 tanques de combustible JP-1: el tanque número 1, ubicado en el ala derecha; el tanque número 2, en el ala izquierda; y el tanque número 3, el cual está localizado en la parte inferior del fuselaje, con capacidad total de 5142 galones aprox.
La cabina es presurizada mediante el sistema de aire acondicionado. Los pilotos controlan su presión en un máximo de 0,5 kg/cm² (7,5 psi) a 35 000 pies de altura.
El oxígeno es proporcionado por dos sistemas independientes. Uno de ellos se activa automáticamente en modalidad de emergencia cuando el avión vuela a 14 000 pies de altura (≈ 4250 metros), presurizado a 130 kg/cm² (1850 psi).
En la actualidad, el Boeing 737-200 se encuentra en servicio al límite, algunas aerolíneas (Aviatsa Aviación Tecnología, Avior Airlines, Canadian North, Conviasa, Nolinor Aviation, Rutas Aéreas de Venezuela, Rutaca Airlines, etc) la siguen operando en 2021

### Boeing 737 Classic

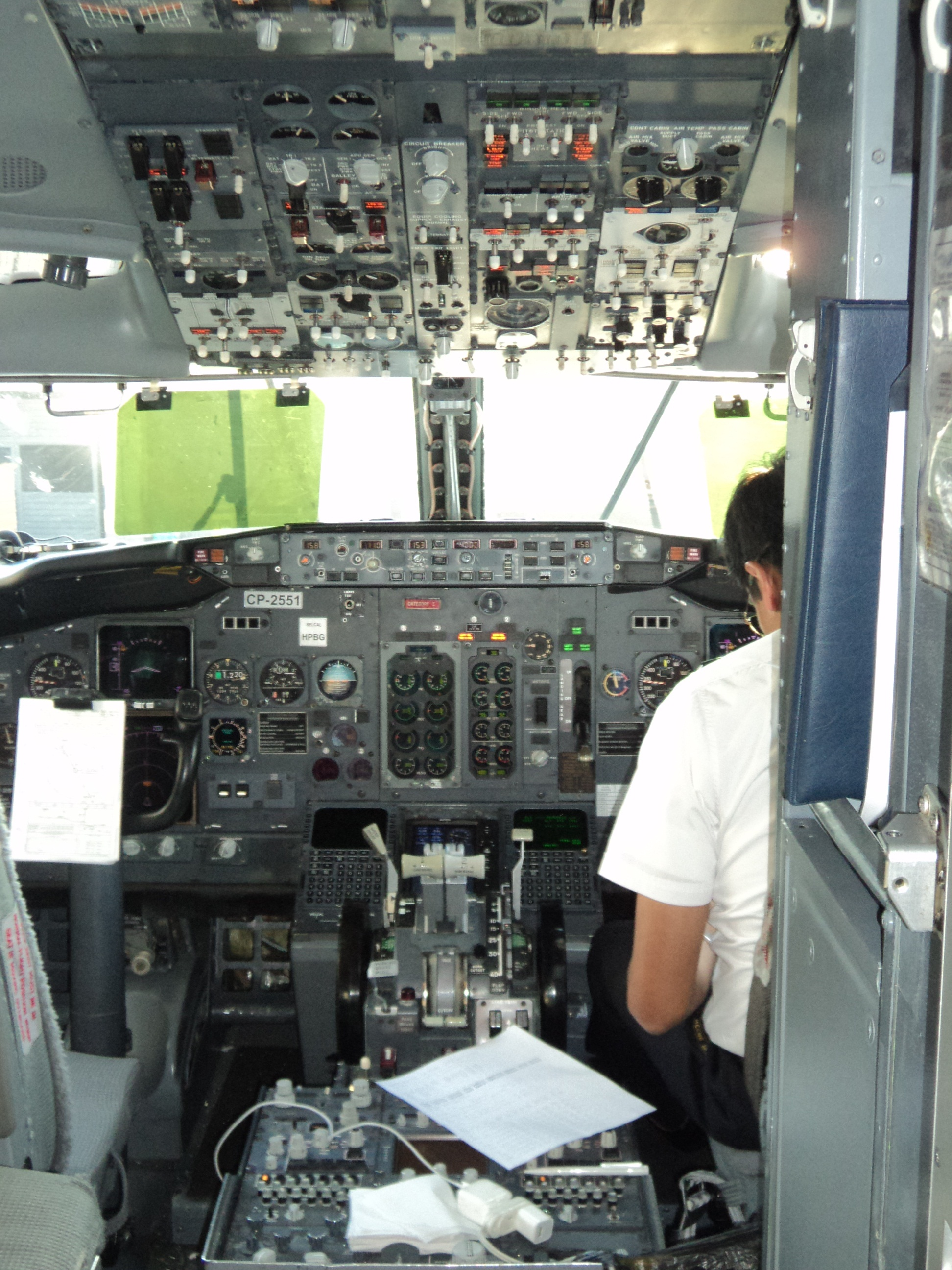
Cabina de un Boeing 737-300 (aerolínea BoA)

La serie hoy denominada Classic por parte de Boeing está compuesta por los siguientes modelos:
- Boeing 737-300
- Boeing 737-400
- Boeing 737-500

Está caracterizado por contar con nuevas tecnologías tales como:
- Nuevos motores turbofan CFM-56, que son un 20 % más eficientes que los JT8D, empleados en la original
- Ala rediseñada, mejoras en la aerodinámica
- Mejoras en la cabina del piloto (cockpit), con opción del agregado del sistema EFIS (Sistema de Instrumentación en Vuelo Electrónica, por sus siglas en inglés)

- Cabina de pasajeros similar a la utilizada en el Boeing 757
- La máxima velocidad para la cual este tipo de aviones alcanza el régimen transónico es el número de Mach crítico, cuyo valor aproximado es 0,8

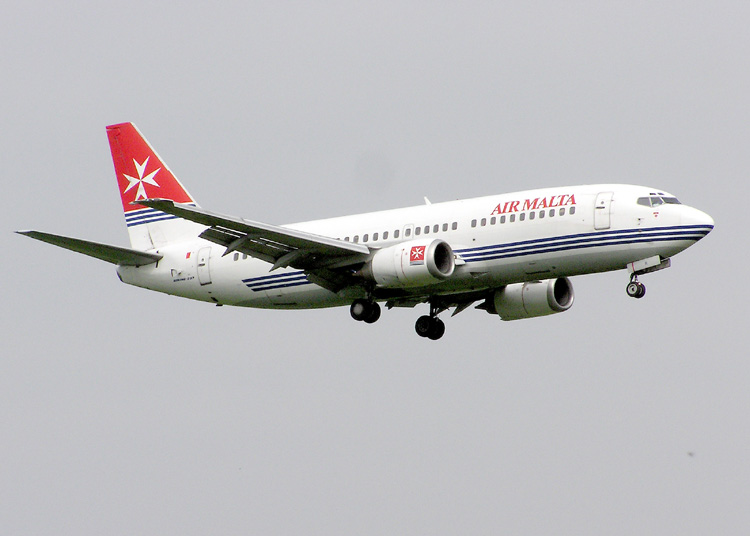
737-300 de Air Malta

#### Serie 300
El prototipo del -300 salió de la planta de Renton el 17 de enero de 1984, y efectuó su primer vuelo el 24 de febrero de 1984. Tras recibir su certificado de vuelo el 14 de noviembre de 1984, USAir recibió el primer avión el 28 de noviembre de ese mismo año. Como avión muy popular, Boeing recibió 252 pedidos por él en 1985, y más de mil durante su tiempo de producción. Las series -300 permanecieron en producción hasta 1999 cuando el último avión fue entregado a Air New Zealand el 17 de diciembre de 1999, con registro ZK-NGJ.
En diciembre de 2008, Southwest Airlines seleccionó a Boeing para actualizar sus 737-300 con los nuevos instrumentos, hardware y software, para igualarlo a todos sus 737-700.
El 737-300 puede dotarse de winglets de Boeing Aviation Partners. El 737-300 dotado de winglets se denomina -300SP (Special Performance). Los -300 de pasajeros pueden ser también convertidos en versión carguera. En el caso militar, algunas Fuerzas Aéreas, usan este avión como transporte multipropósito, mezclándose el uso carguero, con el de pasajeros, de estos mismos aviones.

#### Serie 400

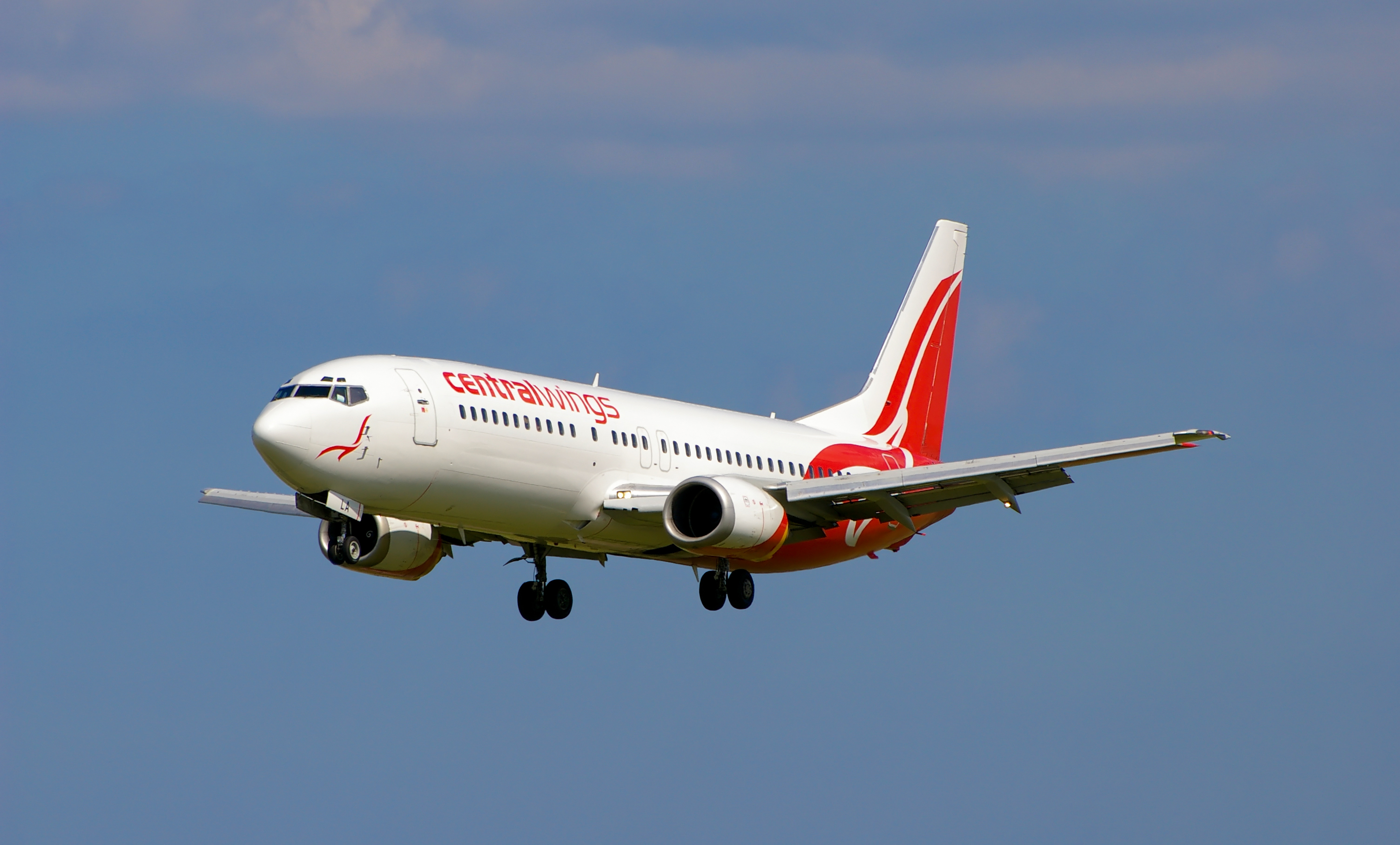
737-400 de Centralwings en el Aeropuerto de Lech Wałęsa en Gdansk.

El diseño del 737-400 fue presentado en 1986 para ocupar el hueco entre el 737-300 y el 757-200, y competir con el Airbus A320. Es una ampliación del 737-300 en 3,45 metros para transportar hasta 168 pasajeros. Incluye una rueda de cola para evitar que la cola toque en pista durante el despegue. El avión fue también mejorado con un nuevo parabrisas como equipamiento estándar. El prototipo fue presentado el 26 de enero de 1988, y voló por primera vez el 19 de febrero de 1988.
El avión entró en servicio el 19 de febrero de 1989 con Piedmont Airlines como cliente de lanzamiento (25 pedidos).
El 737-400F no fue un modelo entregado por Boeing pero si una conversión del 737-400 como avión exclusivo de carga. Alaska Airlines fue la primera en convertir uno de sus -400 de servicio regular a un
avión con capacidad de 10 pallets. La aerolínea convirtió dos aviones más con la mitad de espacio para pasajeros y otra mitad para carga. Estos 737-400 Combi están actualmente en servicio.

#### Serie 500

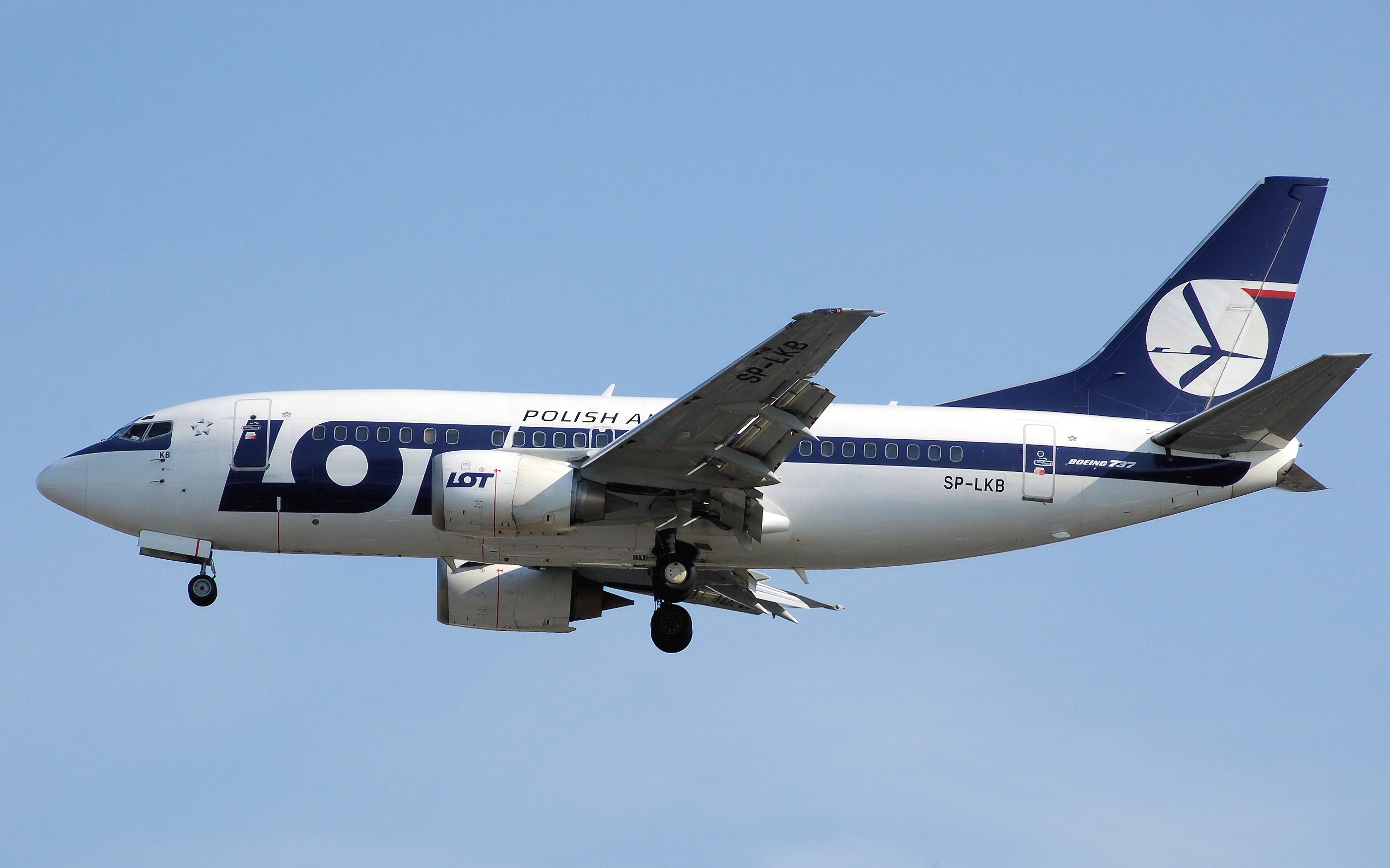
737-500 de LOT Polish Airlines.

El 737-500 es el último modelo de la línea clásica, además la más pequeña. Los -500 fueron ofertados, debido a una demanda de los clientes, como reemplazo moderno y directo del 737-200. Incorpora las mejoras de las series 737 Classic; permitiendo rutas más largas con menos pasajeros haciéndolo más económico que el 737-300. El fuselaje del -500 es 47 cm más largo que el del 737-200, acomodando hasta 132 pasajeros. Se ofertaron los dos diseños de cabina (mecánico y cristal líquido). Utilizando el motor CFM56-3 también permitió ahorrar hasta un 25 % de combustible respecto de los motores P&W de los -200.
El 737-500 fue presentado en 1987 por Southwest Airlines, con un pedido de 20 aviones, y voló por primera vez el 30 de junio de 1989. Un único prototipo voló las 375 horas necesarias para el proceso de certificación, y el 28 de febrero de 1990 Southwest Airlines recibió el primer avión. El 737-500 se convirtió en uno de los aviones favoritos de algunas aerolíneas rusas, con Aeroflot-Nord, Rossiya Airlines, S7 Airlines, Sky Express, Transaero, Yamal Airlines y Peruvian Airlines comprándolos de segunda mano para reemplazar a los vetustos aviones soviéticos y ampliar sus flotas. También, Aerolíneas Argentinas reemplazó sus 737-200 con 737-500 de segunda mano.
Hay disponible una modificación del -500 a modalidad de carguero, ninguna aeronave de la serie 500 ha sido convertida a esta modalidad.
En 1997, este modelo pasó a ser el avión presidencial del gobierno de la República de Chile. En julio de 2014, el gobierno argentino anunció la compra de un 737-500 para integrar la flota oficial.

### Boeing 737 Next Generation

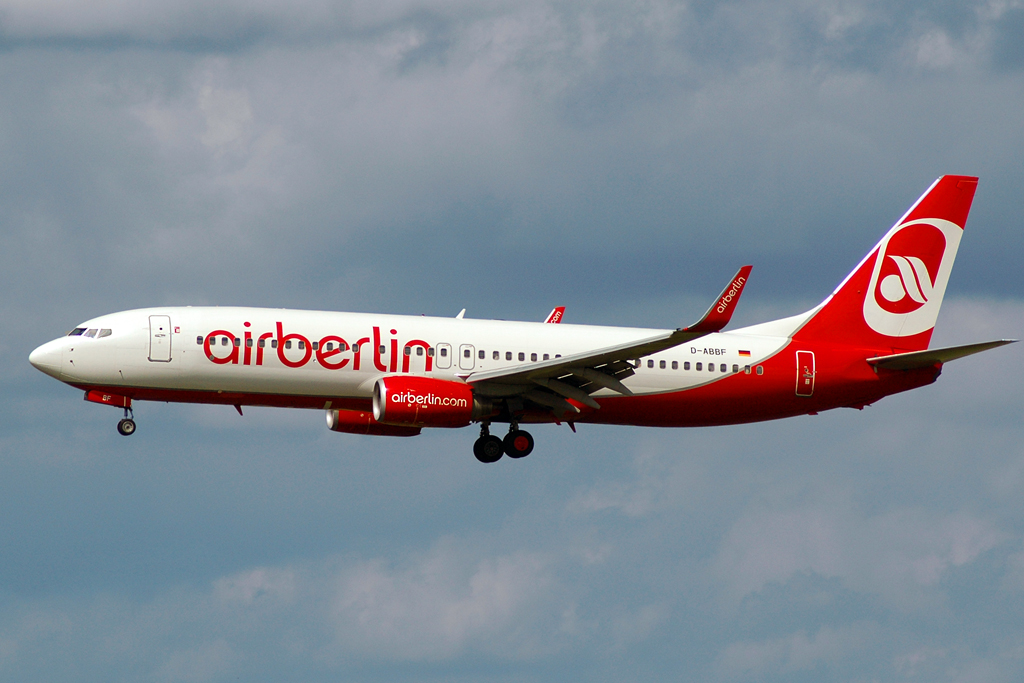
Boeing 737-800 de Air Berlin

Esta serie, la más moderna y actualizada de todas, está compuesta por los siguientes modelos:
- Boeing 737-600
- Boeing 737-700
- Boeing 737-800
- Boeing 737-900

Se caracteriza por contar con nuevas tecnologías tales como:
- Actualización de los motores CFM-56-7, siendo 7 % más efectiva que la serie -3 utilizada en la línea clásica.
- Ala rediseñada completamente, incrementado su ancho y área, entre otras mejoras.
- Incremento de la capacidad de almacenamiento de combustible, y también incremento en el peso máximo al despegue.
- Nuevo cabina del piloto (cockpit) rediseñada, con 6 pantallas LCD junto con la tecnología más reciente en aviónica.
- Mejoras en la cabina de pasajeros, siendo similar a la encontrada en los Boeing 777 junto con los del Boeing 757-300.
- Alcance aumentado y optimizado para viajes internacionales.

#### Serie 600
El 737-600 fue lanzado inicialmente con la aerolínea SAS (Scandinavian Airlines System) en 1999, esta serie ha sufrido ventas débiles. Es el reemplazo directo ofrecido para el 737-500, además de competir con el Airbus A318 y Airbus A319.
Al igual que toda la serie 737NG cuenta con winglets opcionales (extensiones alares hacia arriba para ahorrar un pequeño porcentaje de combustible).

#### Serie 700

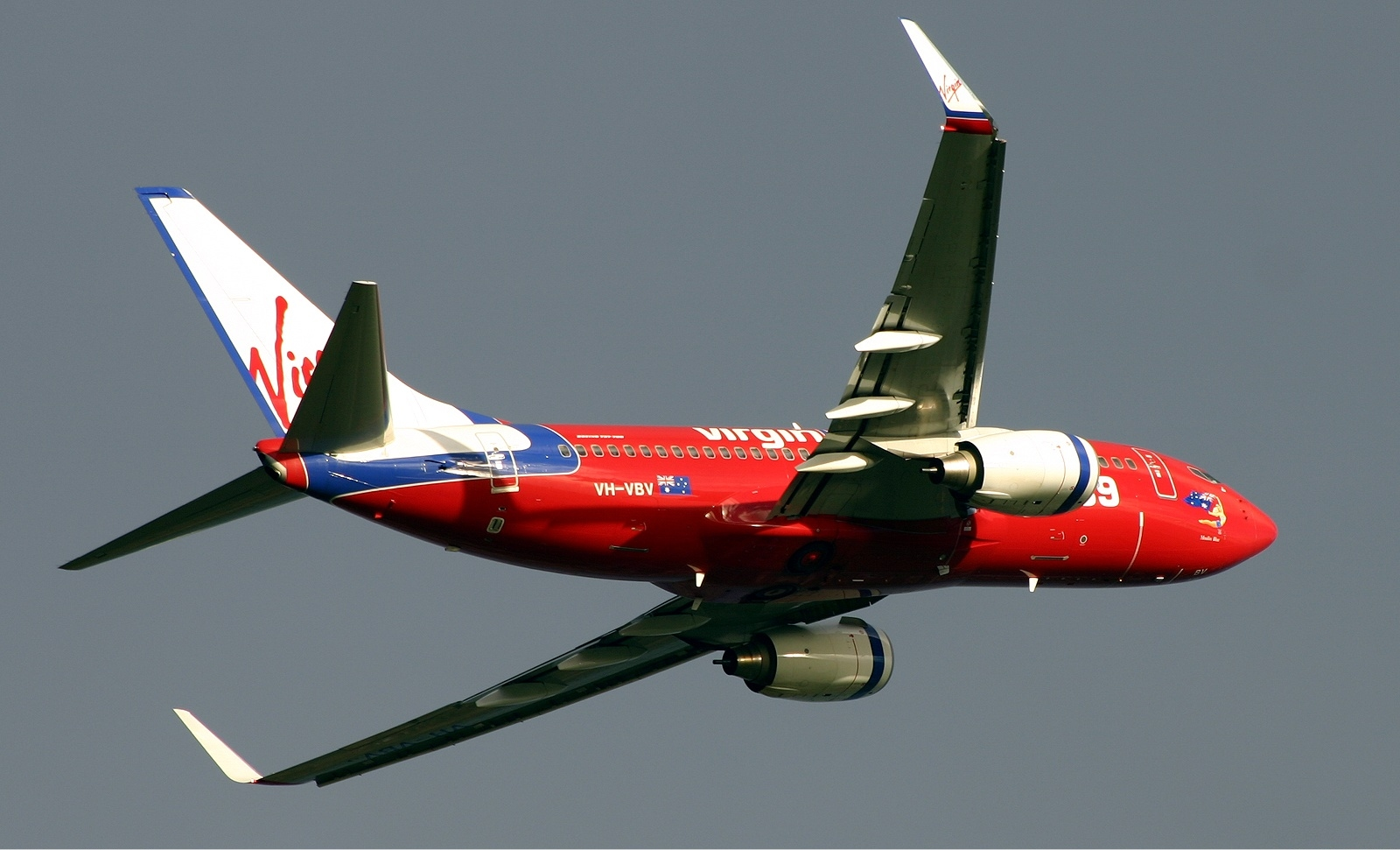
Un Boeing 737-700 de Virgin Blue despegando del Aeropuerto Internacional de Adelaida (2005)

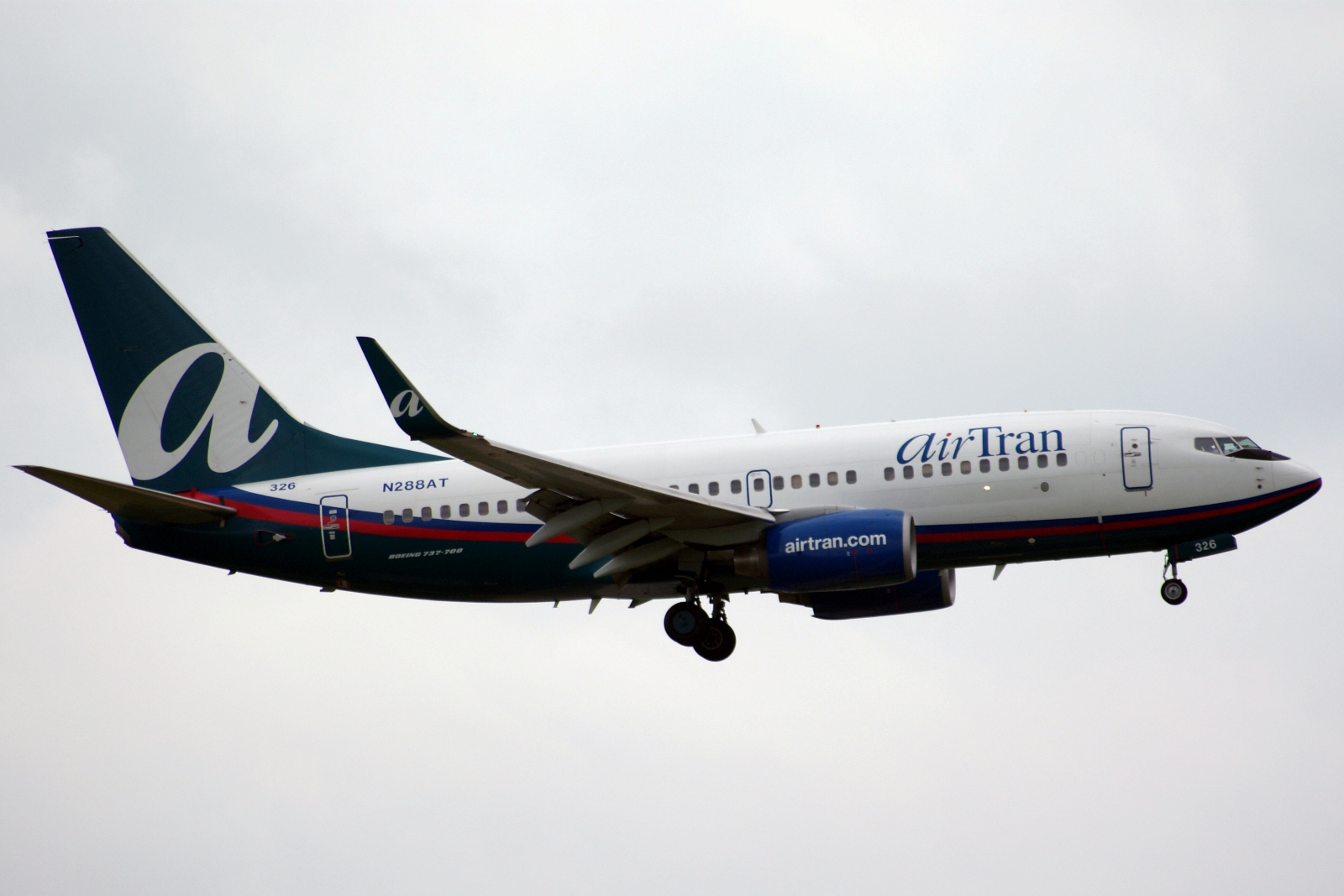
737-7BD de AirTran Airways

El 737-700 fue lanzado por Southwest Airlines en 1993, y puesto en servicio en 1998. Es el reemplazo del 737-300 y competidor directo del A319.
Se ofrece una conversión a modelo ejecutivo, el BBJ1, este posee las alas y el tren de aterrizaje más fuertes del 737-800 y cuenta con mayor amplitud de alcance, ya que tiene tanques de combustibles adicionales.
La última variante del 737-700 es la -700C, versión convertible entre avión de pasajeros y carguero, conocido como modalidad combi, cuenta con una puerta grande en la parte delantera del avión.
Fue lanzado por la Marina de los Estados Unidos.

#### 737-700ER
Boeing lanzó esta versión el 31 de enero de 2006, siendo la aerolínea japonesa All Nippon Airways su primer cliente, a la que se le entregó la primera aeronave el 16 de febrero de 2007. El 737-700ER es la versión de transporte comercial de pasajeros del BBJ1 y el 737-700IGW.
Al igual que el BBJ1, combina el ala y el tren de aterrizaje reforzado encontrados en el 737-800.
Tiene un alcance de 5,510 millas náuticas, con capacidad para 126 pasajeros si se configura en 2 clases. Compite con el A318LG. El -700ER tiene un alcance que no es encontrado en las demás versiones de la familia del 737, sólo es superado por el BBJ2, que posee 5735 millas náuticas de alcance.
All Nippon Airways, segunda más grande transportadora de pasajeros en Japón, es pionera en el continente asiático en iniciar un servicio entre Tokio y Mumbai utilizando los 737-700ER. La totalidad de sus asientos se encuentra configurados en modalidad Business. Además cuenta con 36 asientos y tanques de combustibles adicionales

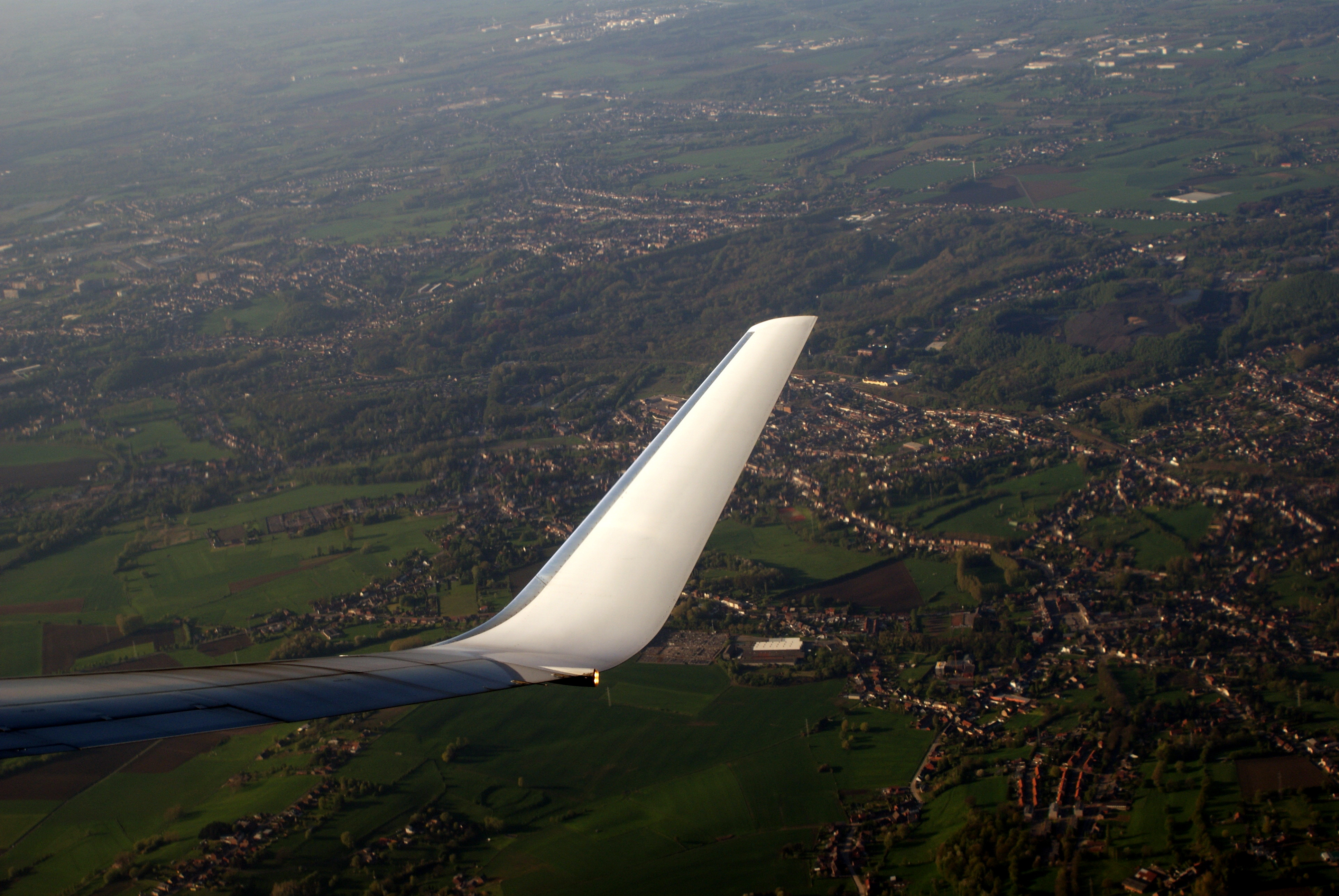
Vista de un Winglet en un 737-800 de Ryanair

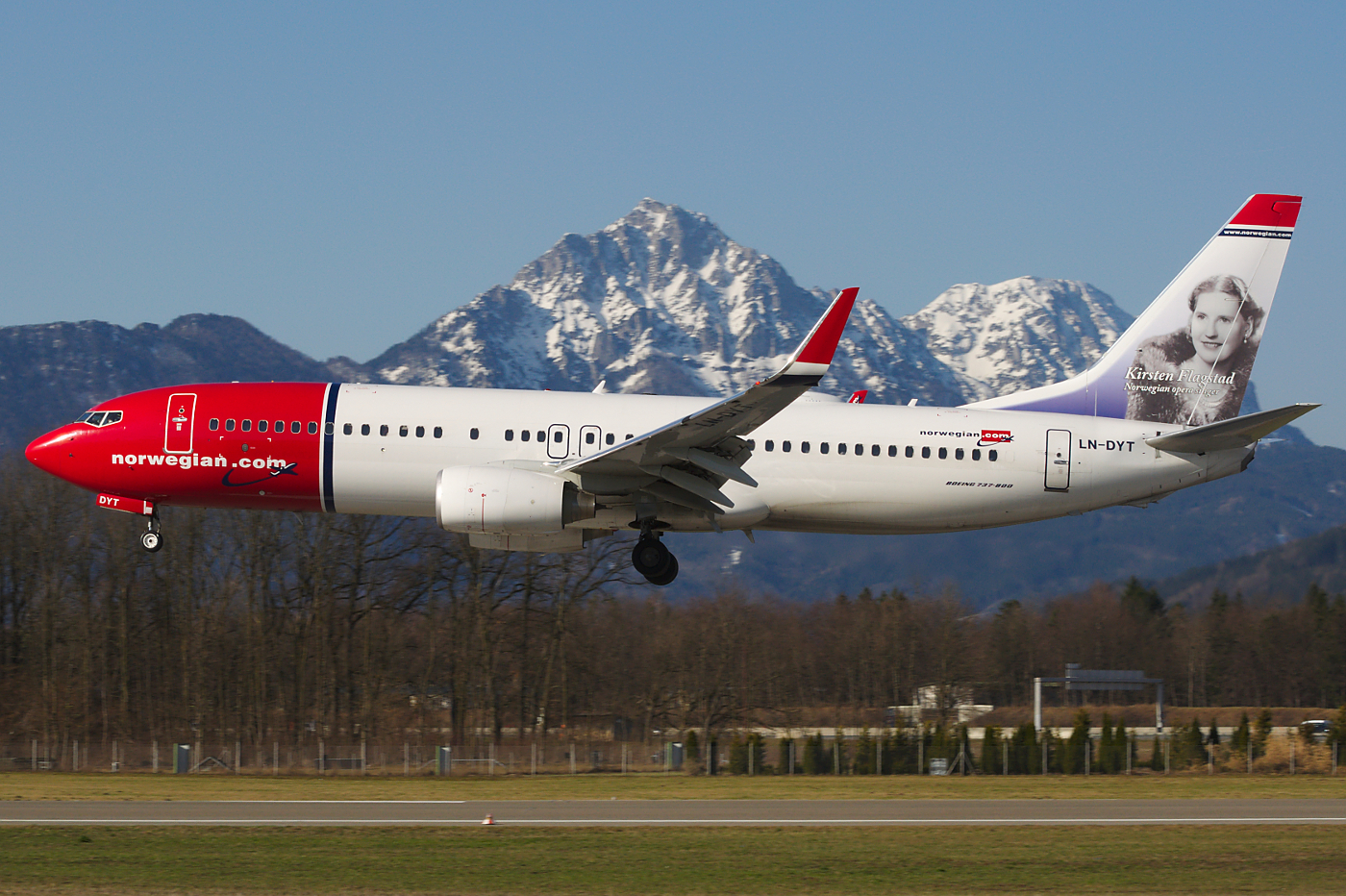
Boeing 737-800 de Norwegian Air Shuttle

#### Serie 800
El 737-800 es una extensión del fuselaje del -700, y además el reemplazo directo de la Serie 400. Se suma a que también Boeing ha descontinuado los modelos de la McDonnell Douglas, los MD-80 y MD-90 respectivamente luego de que esta fuese absorbida por Boeing.
El -800 fue lanzado por Hapag-Lloyd Flug (ahora TUIfly) en 1994, entrando en servicio en 1998. El 737-800 puede acomodar 162 pasajeros si se configura en 2 clases o 189 pasajeros en una sola clase, además compite con el A320.
Se ofrece una versión ejecutiva del mismo, el BBJ2 y el 737-800ERX (Modelo de largo alcance, por sus siglas en inglés), está disponible como variante militar.
Para muchas aerolíneas en los Estados Unidos, el serie 800 ha sido empleado como reemplazo de los viejos Boeing 727-200.

#### Serie 900
El 737-900
Alaska Airlines fue su primer cliente, lanzándolo en 1997 y entrando en servicio en 2000.
Esta variante conserva varios aspectos importantes presentes en el -800, como la configuración de salida, forma de distribución de asientos, el peso máximo al despegue y la capacidad.
Estos defectos, hicieron que el -900 no fuese un efectivo competidor del A321.

#### Serie 900ER
El 737-900ER fue introducido como la continuación a la gama del Boeing 757-200, que se dejó de producir en 2004.
Posee un par adicional de puertas de la salida y otras mejoras que aumentan su capacidad de asientos a 180 pasajeros, en una configuración de dos clases, o a 215 pasajeros en una clase. La capacidad adicional del combustible y los winglets (extensiones alares) estándares mejoran la gama con respecto a otras variantes 737NG.
El primer 900ER salió de la línea de producción de Renton, EE. UU., el 8 de agosto de 2006 para su primer cliente, Lion Air. Entonces, el 27 de abril de 2007, Boeing entregó el primer 737-900ER a Lion Air. El aeroplano ofrece un esquema doble especial de la pintura que combina el de Lion Air en el estabilizador vertical y los colores del esquema Dreamliner de Boeing en el fuselaje. Lion Air ha pedido 30 opciones en firme más 30 opciones de 737-900ER para ser entregados antes de 2013.

### Boeing 737 MAX

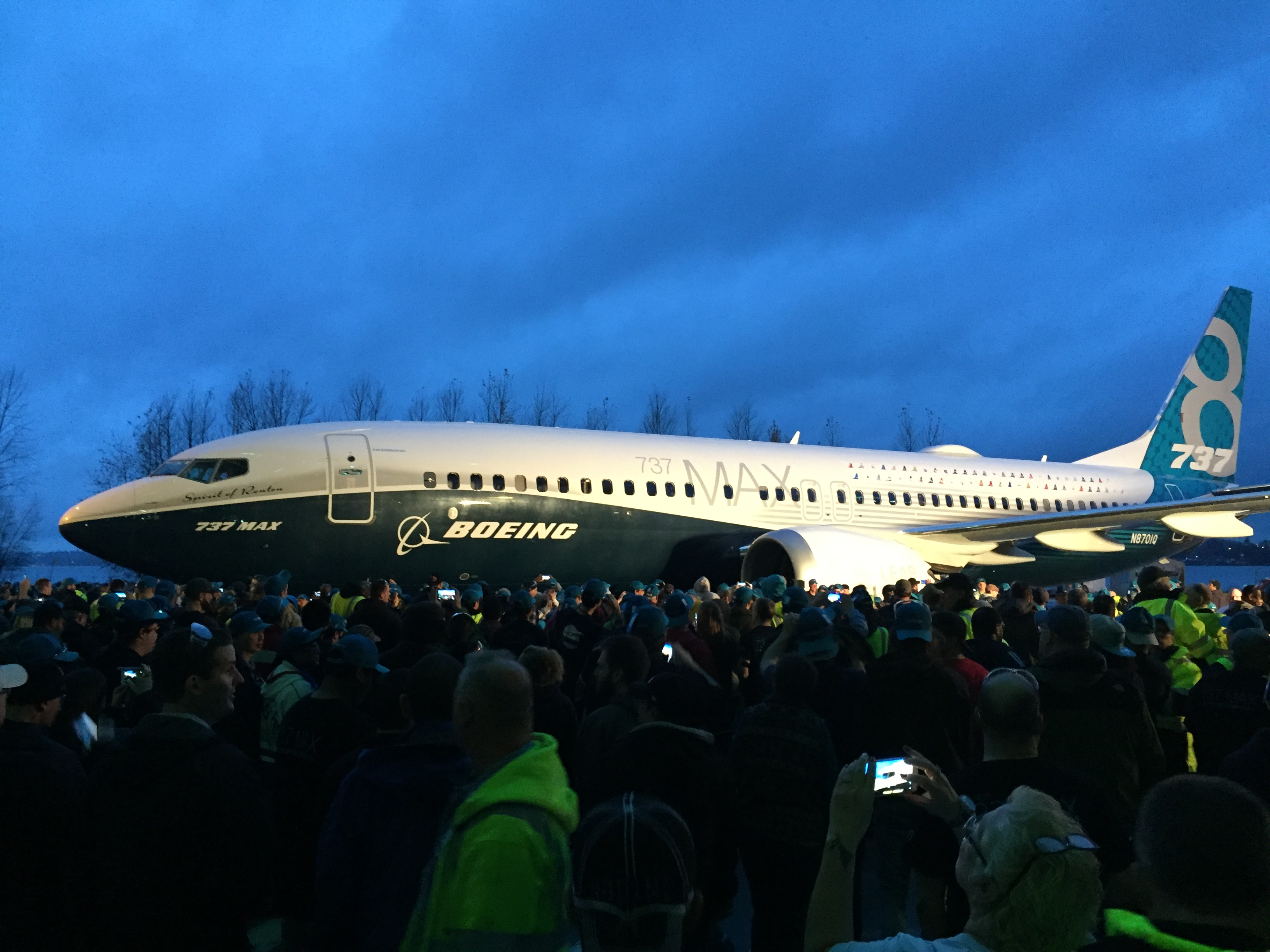
Boeing 737 MAX en su roll-out

Desde 2006, la compañía Boeing ha estado estudiando diferentes propuestas de cara a reemplazar su modelo Boeing 737, en un proyecto denominado Boeing Y1, que acompañaría al Boeing 787 Dreamliner. La decisión sobre el lanzamiento de este programa se pospuso, retrasándose hasta 2011.
Sin embargo, en 2010, Airbus lanzó el Airbus A320neo, una variante derivada del A320 original, que incorporaba una nueva planta motriz más eficiente y presentaba unos costes operativos menores. Esta decisión fue bien recibida por parte de numerosas aerolíneas, que realizaron numerosos pedidos de esta nueva aeronave. Esto provocó que la junta directiva de Boeing aprobase el 30 de agosto de 2011, un proyecto continuista con el que poder competir con Airbus, denominado Boeing 737 MAX. Boeing afirma que el 737 MAX ofrece un consumo un 16 % menor que las actuales aeronaves Airbus A320 y un 4 % menor que el Airbus A320neo. Los tres modelos de la nueva variante son el 737 MAX 7, el 737 MAX 8, el 737 MAX 9 y 737 MAX 10, los cuales se basan en el 737-700, −800 y −900ER respectivamente, que a su vez son los modelos con mayor éxito de ventas de la gama 737 Next Generation.
Inicialmente, no se dieron a conocer los clientes que habían pedido el 737 MAX a excepción de American Airlines. El 17 de noviembre de 2011, Boeing hizo público los nombres de otros dos clientes - la aerolínea Lion Air y la compañía financiera Aviation Capital Group. Al mismo tiempo, el fabricante estadounidense anunció que tenía firmados compromisos de compra por un total de 700 aeronaves por parte de 9 clientes. El 13 de diciembre de 2011, Southwest Airlines anunció que se convertiría en el cliente de lanzamiento del 737 MAX, con un pedido en firme por un total de 150 aeronaves y 150 opciones de compra.
De octubre de 2018 a marzo de 2019 dos 737-8 MAX sufrieron accidentes catastróficos, los de los vuelos 610 de Lion Air y 302 de Ethiopian Airlines. Debido a semejanzas entre ambos, mientras se conocen sus causas las autoridades aéreas mundiales ordenaron que todos los modelos permanezcan en tierra. Por su parte, la compañía insistió en que el avión es seguro. Estos problemas han significado una fuerte caída de las acciones de Boeing. 
Cuatro días después que la FAA declaró que no autorizaría el retorno del 737 MAX antes de finalizar el año 2019, Boeing anunció que a partir del mes de enero de 2020 suspenderá temporalmente la fabricación del 737 MAX. Esto supone un problema para Boeing ya que el modelo es el que más rédito le daba.

### Boeing T-43 Bobcat
El Boeing T-43 era una versión modificada del Boeing 737-200 utilizada por la Fuerza Aérea de los Estados Unidos. Un total de diecinueve aeronaves fueron entregadas durante 1973 y 1974. La misión primaria del T-43 era la de avión de entrenamiento para la navegación aérea, aunque posteriormente algunos ejemplares fueron convertidos a aviones de transporte, denominados como CT-43. El T-43 fue retirado en 2010 tras 37 años de servicio.

### Boeing 737 AEW&C
El Boeing 737 AEW&C es una versión militar basada en el 737-700IGW, un avión de características similares al 737-700ER. Esta es una versión de alerta temprana y control aerotransportado de los 737NG. La Real Fuerza Aérea Australiana es el primer cliente de este modelo, seguido de la Fuerza Aérea Turca y de la Fuerza Aérea de la República de Corea.

### Boeing C-40 Clipper
El Boeing C-40 Clipper es una versión militar basada en el 737-700C. El C-40A es empleado por la Armada de los Estados Unidos como reemplazo de los McDonnell Douglas C-9B Skytrain II. Los C-40B y C-40C son empleados por la Fuerza Aérea de los Estados Unidos para el transporte de personalidades.

### Boeing P-8 Poseidon
El Boeing P-8 Poseidon es una versión militar del 737-800ERX («ER» para Extended Range, alcance incrementado) que, el 14 de junio de 2004, fue seleccionada para reemplazar al avión de patrulla marítima Lockheed P-3 Orion. El P-8 tiene la singularidad de que emplea los dispositivos de punta alar del 767-400ER, en lugar de los que se utilizan normalmente en los demás Boeing 737.
- Boeing 737-2x9 Surveiller
- Lockheed CATBird

## Pedidos y entregas

### Producción total
| Total pedidos | Total Entregas | Pendientes | 2017 | 2016 | 2015 | 2014 | 2013 | 2012 | 2011 | 2010 | 2009 | 2008 | 2007 |
| ------------- | -------------- | ---------- | ---- | ---- | ---- | ---- | ---- | ---- | ---- | ---- | ---- | ---- | ---- |
| 14 532        | 9864           | 4668       | 529  | 490  | 495  | 485  | 440  | 415  | 372  | 376  | 372  | 290  | 330  |

| Año      | 2006 | 2005 | 2004 | 2003 | 2002 | 2001 | 2000 | 1999 | 1998 | 1997 | 1996 | 1995 | 1994 | 1993 | 1992 | 1991 | 1990 | 1989 | 1988 | 1987 |
| -------- | ---- | ---- | ---- | ---- | ---- | ---- | ---- | ---- | ---- | ---- | ---- | ---- | ---- | ---- | ---- | ---- | ---- | ---- | ---- | ---- |
| Entregas | 302  | 212  | 202  | 173  | 223  | 299  | 281  | 320  | 281  | 135  | 76   | 89   | 121  | 152  | 218  | 215  | 174  | 146  | 165  | 161  |

| Año      | 1986 | 1985 | 1984 | 1983 | 1982 | 1981 | 1980 | 1979 | 1978 | 1977 | 1976 | 1975 | 1974 | 1973 | 1972 | 1971 | 1970 | 1969 | 1968 | 1967 |
| -------- | ---- | ---- | ---- | ---- | ---- | ---- | ---- | ---- | ---- | ---- | ---- | ---- | ---- | ---- | ---- | ---- | ---- | ---- | ---- | ---- |
| Entregas | 141  | 115  | 67   | 83   | 95   | 108  | 92   | 77   | 40   | 25   | 41   | 51   | 55   | 23   | 22   | 29   | 37   | 114  | 105  | 4    |

#### Unidades por generación
Hasta finales de abril de 2018, 14 703 unidades del Boeing 737 han sido pedidas, con 4673 unidades todavía por ser entregadas. Unidades fabricadas por tipo de modelo 737 Original, Classic, Next Generation, y Boeing Business Jet son como sigue:
| Generación              | Serie de modelo           | OACI code          | Pedidos | Entregas | Pendientes | Primer vuelo             |
| ----------------------- | ------------------------- | ------------------ | ------- | -------- | ---------- | ------------------------ |
| 737 Original            | 737-100                   | B731               | 30      | 30       | —          | 9 de abril de 1967       |
| 737 Original            | 737-200                   | B732               | 991     | 991      | —          | 8 de agosto de 1967      |
| 737 Original            | 737-200C                  | B732               | 104     | 104      | —          | 18 de septiembre de 1968 |
| 737 Original            | 737-T43A                  | B732               | 19      | 19       | —          | 10 de marzo de 1973      |
| 737 Classic             | 737-300                   | B733               | 1113    | 1113     | —          | 24 de febrero de 1984    |
| 737 Classic             | 737-400                   | B734               | 486     | 486      | —          | 19 de febrero de 1988    |
| 737 Classic             | 737-500                   | B735               | 389     | 389      | —          | 30 de junio de 1989      |
| 737 Next Generation     | 737-600                   | B736               | 69      | 69       | —          | 22 de enero de 1998      |
| 737 Next Generation     | 737-700                   | B737               | 1128    | 1127     | 1          | 9 de febrero de 1997     |
| 737 Next Generation     | 737-700C                  | B737               | 22      | 20       | 2          | 14 de abril de 2000      |
| 737 Next Generation     | 737-700W                  | B737               | 14      | 14       | —          | 20 de mayo de 2004       |
| 737 Next Generation     | 737-800                   | B738               | 4991    | 4793     | 198        | 31 de julio de 1997      |
| 737 Next Generation     | 737-800A                  | B738               | 135     | 98       | 37         | 25 de abril de 2009      |
| 737 Next Generation     | 737-900                   | B739               | 52      | 52       | —          | 3 de agosto de 2000      |
| 737 Next Generation     | 737-900ER                 | B739               | 505     | 457      | 48         | 1 de septiembre de 2006  |
| 737 Boeing Business Jet | 737-BBJ1 (-700)           | B737               | 121     | 120      | 1          | 4 de septiembre de 1998  |
| 737 Boeing Business Jet | 737-BBJ2 (-800)           | B738               | 23      | 21       | 2          | N/A                      |
| 737 Boeing Business Jet | 737-BBJ3 (-900)           | B739               | 7       | 7        | —          | N/A                      |
| 737 MAX                 | 737 MAX (-7, -8, -9, -10) | B37M / B38M / B39M | 4504    | 120      | 4384       | 29 de enero de 2016      |

Información de Boeing.com a 30 de abril de 2018.

## Denominaciones y sobrenombres
Tanto la Asociación de Transporte Aéreo Internacional como la Organización de Aviación Civil Internacional designan una serie de denominaciones cortas para referirse a cada tipo de aeronave. El Boeing 737 emplea las siguientes denominaciones para referirse a cada una de las variantes.
| Boeing 737 (todas las variantes de pasajeros) | 737 | -    |
| Boeing 737 (todas las variantes de carga)     | 73F | -    |
| Boeing 737-100 (versión de pasajeros)         | 731 | B731 |
| Boeing 737-200 (versión de pasajeros)         | 732 | B732 |
| Boeing 737-200 (versión combinada)            | 73M | B732 |
| Boeing 737-200 (versión de carga)             | 73X | B732 |
| Boeing 737-300 (versión de pasajeros)         | 733 | B733 |
| Boeing 737-300 (versión de carga)             | 73Y | B733 |
| Boeing 737-400 (versión de pasajeros)         | 734 | B734 |
| Boeing 737-500 (versión de pasajeros)         | 735 | B735 |
| Boeing 737-600 (versión de pasajeros)         | 736 | B736 |
| Boeing 737-700 (versión de pasajeros)         | 73G | B737 |
| Boeing 737-700 (versión con winglets)         | 73W | B737 |
| Boeing 737-800 (versión de pasajeros)         | 738 | B738 |
| Boeing 737-800 (versión con winglets)         | 73H | B738 |
| Boeing 737-900 (versión de pasajeros)         | 739 | B739 |

## Especificaciones técnicas

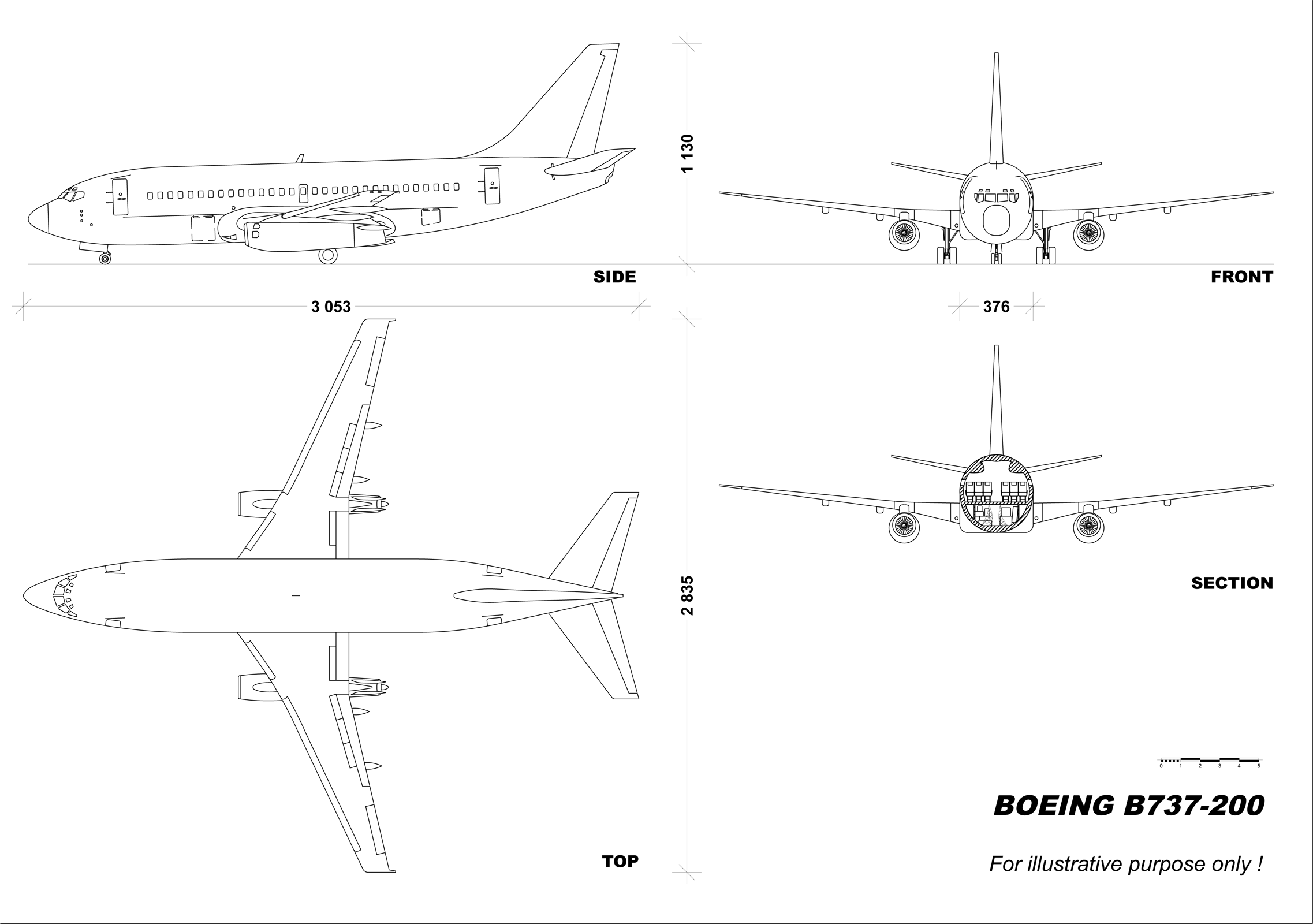
Geometría descriptiva del B737-200.

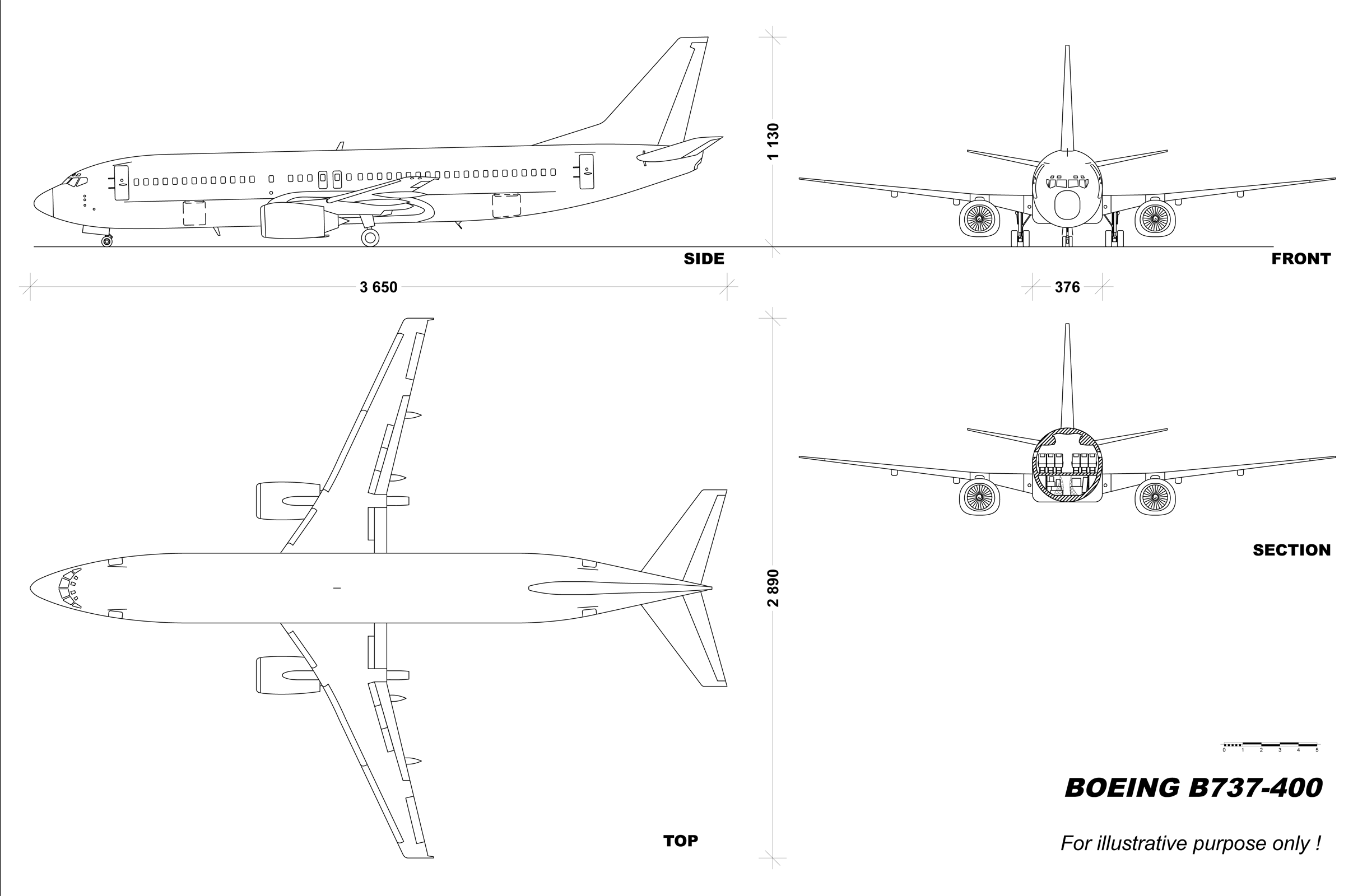
Geometría descriptiva del B737-400.

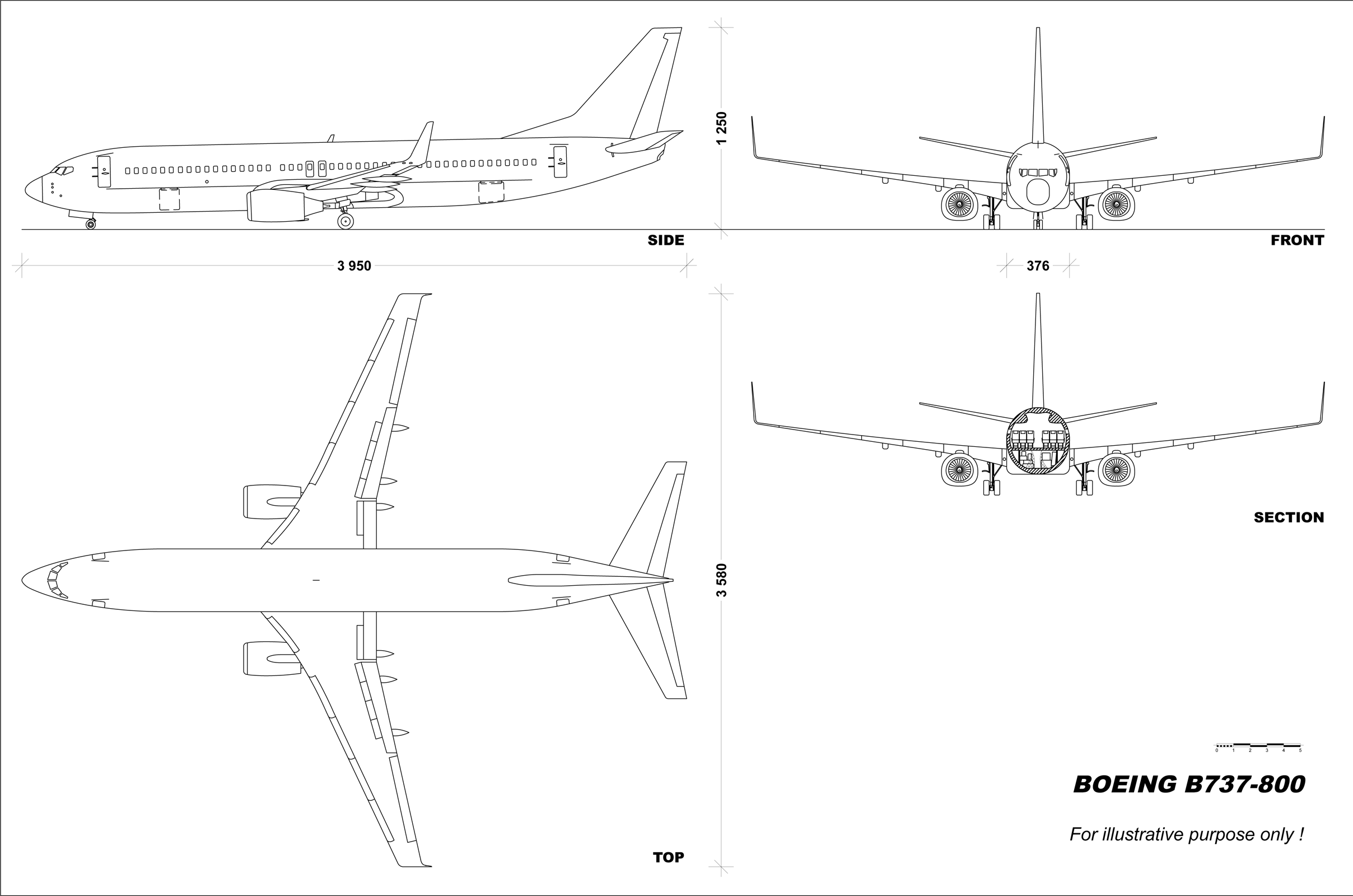
Geometría descriptiva del B737-800.

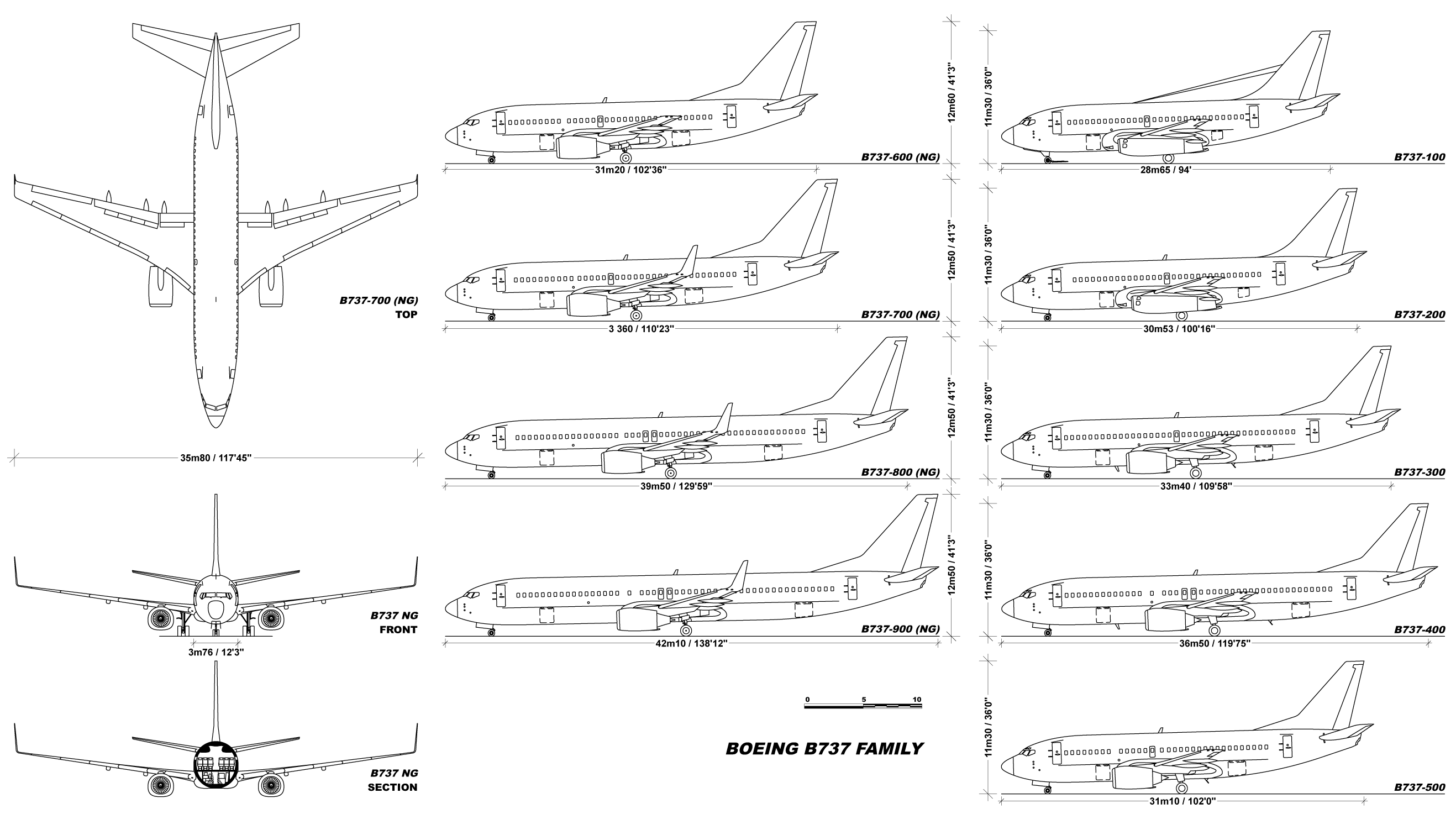
Comparativa geométrica de la familia Boeing 737.

| Medidas                                      | 737-200                                                      | 737-400                                                      | 737-500                                                      | 737-600                                                      | 737-700/ 737-700ER                                                      | 737-800                                                       | 737-900ER |
| -------------------------------------------- | ------------------------------------------------------------ | ------------------------------------------------------------ | ------------------------------------------------------------ | ------------------------------------------------------------ | ----------------------------------------------------------------------- | ------------------------------------------------------------- | --- |
| Tripulación                                  | Dos (piloto y copiloto) y 4 auxiliares de vuelo              | Dos (piloto y copiloto) y 4 auxiliares de vuelo              | Dos (piloto y copiloto) y 4 auxiliares de vuelo              | Dos (piloto y copiloto) y 4 auxiliares de vuelo              | Dos (piloto y copiloto) y 4 auxiliares de vuelo                         | Dos (piloto y copiloto) y 4 auxiliares de vuelo               | Dos (piloto y copiloto) y 4 auxiliares de vuelo                                                                                                  |
| Capacidad de pasajeros                       | 118 (1 clase, densa) 104 (1 clase, estándar)                 | 168 (1 clase, densa) 159 (1 clase, estándar)                 | 132 (1 clase, densa), 123 (1 clase, estándar)                | 132 (1 clase, densa), 123 (1 clase, estándar)                | 149 (1 clase, densa), 140 (1 clase, estándar)                           | 189 (1 clase, densa), 175 (1 clase, estándar), 162 (2 clases) | 215 (1 clase, alta densidad), 204 (1 clase, densa), 177 (1 clase, estándar)                                                                      |
| Distancia entre asientos                     | 76 cm (1 clase, densa), 86 cm (1 clase, estándar)            | 76 cm (1 clase, densa), 81 cm (1 clase, estándar)            | 76 cm (1 clase, densa), 81 cm (1 clase, estándar)            | 76 cm (1 clase, densa), 81 cm (1 clase, estándar)            | 76 cm (1 clase, densa), 81 cm (1 clase, estándar)                       | 76 cm (1 clase, densa), 81 cm (1 clase, estándar)             | 71 cm (1 clase, alta densidad), 76 cm (1 clase, densa), 81 cm (1 clase, estándar)                                                                |
| Ancho de los asientos                        | 43,7 cm (en una típica configuración 3-3, de una sola clase) | 43,7 cm (en una típica configuración 3-3, de una sola clase) | 43,7 cm (en una típica configuración 3-3, de una sola clase) | 43,7 cm (en una típica configuración 3-3, de una sola clase) | 43,7 cm (en una típica configuración 3-3, de una sola clase)            | 43,7 cm (en una típica configuración 3-3, de una sola clase)  | 43,7 cm (en una típica configuración 3-3, de una sola clase)                                                                                     |
| Longitud                                     | 28,6 m                                                       | 36,5 m                                                       | 31,1 m                                                       | 31,2 m                                                       | 33,6 m                                                                  | 39,5 m                                                        | 42,1 m |
| Envergadura                                  | 28,3 m                                                       | 28,9 m                                                       | 28,9 m                                                       | 35,7 m                                                       | 35,7 m                                                                  | 35,7 m                                                        | 35,7 m |
| Altura                                       | 11,3 m                                                       | 11,1 m                                                       | 11,1 m                                                       | 12,6 m                                                       | 12,5 m                                                                  | 12,5 m                                                        | 12,5 m |
| Flecha alar                                  | 25° (436 mrad)                                               | 25° (436 mrad)                                               | 25° (436 mrad)                                               | 25,02° (437 mrad)                                            | 25,02° (437 mrad)                                                       | 25,02° (437 mrad)                                             | 25,02° (437 mrad) |
| Ancho del fuselaje                           | 3,76 m                                                       | 3,76 m                                                       | 3,76 m                                                       | 3,76 m                                                       | 3,76 m                                                                  | 3,76 m                                                        | 3,76 m |
| Alto del fuselaje                            | 4,01 m                                                       | 4,01 m                                                       | 4,01 m                                                       | 4,01 m                                                       | 4,01 m                                                                  | 4,01 m                                                        | 4,01 m |
| Ancho de la cabina (de pasajeros)            | 3,54 m                                                       | 3,54 m                                                       | 3,54 m                                                       | 3,54 m                                                       | 3,54 m                                                                  | 3,54 m                                                        | 3,54 m |
| Alto de la cabina                            | 2,20 m                                                       | 2,20 m                                                       | 2,20 m                                                       | 2,20 m                                                       | 2,20 m                                                                  | 2,20 m                                                        | 2,20 m |
| Peso vacío                                   | 28 120 kg                                                    | 33 200 kg                                                    | 31 300 kg                                                    | 36 380 kg                                                    | 38 150 kg                                                               | 41 415 kg                                                     | 44 675 kg |
| Peso máximo de despegue                      | 52 390 kg                                                    | 68 050 kg                                                    | 60 550 kg                                                    | 66 000 kg                                                    | Basic: 70 000 kg ER: 77 500 kg                                          | 79 000 kg                                                     | 85 100 kg |
| Peso de aterrizaje máximo                    | 45 000 kg                                                    | 56 250 kg                                                    | 50 000 kg                                                    | 55 000 kg                                                    | 58 600 kg                                                               | 66 350 kg                                                     | 66 350 kg |
| Volumen de carga                             | 18,4 m³                                                      | 38,9 m³                                                      | 23,3 m³                                                      | 21,4 m³                                                      | 27,3 m³                                                                 | 45,1 m³                                                       | 52,5 m³ |
| Carrera de despegue con peso máximo          | 1990 m                                                       | 2540 m                                                       | 2470 m                                                       | 2400 m                                                       | 2480 m                                                                  | 2450 m                                                        | 2450 m |
| Techo de vuelo                               | 10 700 m                                                     | 11 300 m                                                     | 11 300 m                                                     | 12 500 m                                                     | 12 500 m                                                                | 12 500 m                                                      | 12 500 m |
| Velocidad crucero                            | Mach 0,74 (780 km/h)                                         | Mach 0,74 (780 km/h)                                         | Mach 0,74 (780 km/h)                                         | Mach 0,785 (828 km/h)                                        | Mach 0,785 (828 km/h)                                                   | Mach 0,785 (828 km/h)                                         | Mach 0,78 (823 km/h) |
| Velocidad máxima                             | Mach 0,82 (876 km/h, 473 nudos)                              | Mach 0,82 (876 km/h, 473 nudos)                              | Mach 0,82 (876 km/h, 473 nudos)                              | Mach 0,82 (876 km/h, 473 nudos)                              | Mach 0,82 (876 km/h, 473 nudos)                                         | Mach 0,82 (876 km/h, 473 nudos)                               | Mach 0,82 (876 km/h, 473 nudos) |
| Alcance con carga máxima                     | 1860 nmi (3440 km)                                           | 2165 nmi (4005 km)                                           | 2400 nmi (4445 km)                                           | 3050 nmi (5650 km)                                           | Basic: 3365 nmi (6230 km) WL: 3900 nmi (7220 km) ER: 5375 nmi (9955 km) | 3060 mn (5665 km)                                             | 2700 nmi (4995 km) en una configuración de 1 clase, 3200 nmi (5925 km) en una disposición de 2 clases, con dos tanques auxiliares de combustible |
| Máxima capacidad de combustible              | 17 860 litros                                                | 23 170 litros                                                | 23 800 litros                                                | 26 020 litros                                                | 26 020 litros                                                           | 26 020 litros                                                 | 29 660 litros |
| Motores (x2)                                 | Pratt & Whitney JT8D-7                                       | CFM International 56-3B-2                                    | CFM 56-3B-1                                                  | CFM56-7B20                                                   | CFM 56-7B26                                                             | CFM 56-7B27                                                   | CFM 56-7 |
| Empuje máximo (x2)                           | 84,5 kN                                                      | 98 kN                                                        | 89 kN                                                        | 91,6 kN                                                      | 116 kN                                                                  | 121,4 kN                                                      | 121,4 kN |
| Empuje a velocidad crucero (x2)              | 17,21 kN                                                     | 21,92 kN                                                     | 21,80 kN                                                     | 23,18 kN                                                     | 24,38 kN                                                                | 24,38 kN                                                      | 24,38 kN |
| Diámetro de los álabes o las aspas del motor | 1,12 m                                                       | 1,52 m                                                       | 1,52 m                                                       | 1,55 m                                                       | 1,55 m                                                                  | 1,55 m                                                        | 1,55 m |
| Longitud del motor                           | 3,20 m                                                       | 2,36 m                                                       | 2,36 m                                                       | 2,51 m                                                       | 2,51 m                                                                  | 2,51 m                                                        | 2,51 m |

Fuentes:
- Especificaciones oficiales de Boeing para la familia 737, Boeing Commercial Airplanes.
- Boeing 737 Airplane Characteristics for Airport Planning ("Características del avión Boeing 737 para el planeamiento aeroportuario"), Boeing.

## Accidentes e incidentes
El Boeing 737 es la aeronave con más accidentes de la historia, pero se debe a que es el avión comercial más vendido de la historia hasta noviembre de 2019. En octubre de 2015, se habían producido un total de 368 accidentes e incidentes de aviación que involucraban a todos los modelos 737, incluyendo 184 accidentes con pérdida total que resultaron en un total de 4.862 muertes. Los 737 también han estado involucrados en 111 secuestros, con 325 muertes.
Según la estadística de la ASN (Aviation Safety Network) el Boeing 737 del que se han construido 5873 unidades desde 1967 hasta 2012 tiene en su haber 3,5 accidentes por año, mientras que los aviones europeos similares de la familia Airbus A320 (A319/320/321) con 4724 construidos desde 1987 a 2012 contabilizan solamente 23 accidentes de este tipo, con una media inferior a un accidente por año de operación.
Algunos de los accidentes de este modelo son:
- En octubre de 1975, los Montoneros planificó la llamada Operación Primicia, que preveía entre otras cosas, el secuestro del vuelo 706, que fue tomado y desviada hacia el aeropuerto de Formosa (Argentina), donde se realizó el ataque. Luego, los terroristas volvieron al mismo avión y obligaron al piloto a despegar, aterrizando en un terreno cercano a la localidad de Rafaela, Santa Fe, maniobra arriesgada que gracias a la pericia del piloto no terminó en un accidente. Por haberse enterrado sus trenes de aterrizaje, hubo que construir una pista provisional, vaciar los asientos y cocinas, y cargar solo una cantidad mínima de combustible a fin de poder despegar nuevamente y volar hasta Sauce Viejo, para terminar allí las reparaciones

- El 11 de julio de 1983 ocurrió el accidente aéreo de Cuenca de la compañía TAME considerado como el peor accidente de la aviación ecuatoriana.

- A mediados de los ochenta e inicios de los noventa, dos accidentes marcaron la historia de este avión. Inexplicablemente los aviones cobraban "vida propia", es decir, los aviones hacían giros bruscos de más de 90°. En estos incidentes, dos aviones se "desplomaron". Los investigadores estaban consternados, ya que las cajas negras no marcaban cosas fuera de lo común. Y no fue hasta finales de los ochenta cuando el vuelo 585 de United Airlines sufrió este mismo percance (varios virajes fuertes sacudieron el vuelo). También en el 8 de septiembre de 1994 en el vuelo 427 de UsAir. En 1996 el vuelo 517 de Eastwind Airlines dejó un herido pero no muertos. Todos estos vuelos causaron 157 muertos y fueron causados por el mismo error. Los investigadores estaban muy preocupados por estos incidentes, cuatro en siete años, y sin tener pista alguna de lo sucedido. Pero con uno de esos vuelos que llegó a salvo a tierra y la tripulación a salvo, los investigadores tuvieron un sinfín de pistas para resolver el caso. Fue hacia mediados de los noventa cuando los investigadores dedujeron que existía un problema con el motor hidráulico que controlaba los virajes del avión. Al someterse a temperaturas extremas dicho motor se bloqueaba, y empezaba una marcha en "reversa" como la de un automóvil, es decir, cuando los pilotos viraban hacia la derecha el avión respondía en sentido opuesto es decir hacia la izquierda, lo que provocó que la tripulación de los 737, llevaron tales aviones a un accidente sin tener idea de cómo. Esta investigación es la más larga en toda la historia de la aviación, 10 años.

- El 6 de junio de 1992 el Vuelo 201 de Copa Airlines se precipitó a tierra en la provincia de Darién, Panamá. Fallecieron los 47 ocupantes del Boeing 737-200.

- El 29 de febrero de 1996, en Arequipa (Perú), el Vuelo 251 de Faucett Perú se estrella a unos minutos de aterrizar debido a un impacto contra el terreno sin pérdida de control, dando lugar a uno de los peores accidentes de la aviación comercial en el país.

- Una gran catástrofe en un Boeing 737 fue causada en el 19 de diciembre de 1997 cuando el vuelo 185 de Silk Air dejando a 104 muertos al estrellarse en un río cuando viajaba a Singapur. Las investigaciones de la NTSB concluyeron que fue causado con intención por el capitán Tsu Way Ming, apagando un minuto antes las dos cajas negras por lo que concluyeron que no fue un hecho accidental. No obstante, en 2004 se llevó a cabo un juicio en Estados Unidos en el que se declaró que una válvula hidráulica tenía unas imperfecciones microscópicas que provocaron que el timón de profundidad se bloqueara y provocara que el avión diera la vuelta en menos de 5 segundos y se precipitara contra el suelo. Además, a la pregunta de si el comandante apagó las cajas negras intencionadamente se probó que Boeing las había cambiado en el modelo accidentado, y había precedentes de que la grabación se detenía espontáneamente. Hoy en día algunos expertos todavía no están de acuerdo en si fue un fallo mecánico como los ocurridos en dos casos precedentes a esta tragedia o de verdad el piloto siniestró voluntariamente el avión, aunque en la grabación de voz previa al accidente los pilotos estaban relajados y bromeaban con las azafatas. Y en su defensa se declaró que los motores estaban a máxima potencia, tal como establecía el procedimiento recomendado por Boeing en respuesta al fallo de timón detectado en los dos siniestros precedentes. Ello probaría que los pilotos sí hicieron todo lo que pudieron por evitar el accidente, tal como declaró el jurado estadounidense. Los controles hidráulicos que controlan el viraje del avión fueron sustituidos por Boeing en todo el mundo, lo que trajo pérdidas a la empresa por millones, pero haciendo los vuelos más eficaces y seguros.

- El accidente del vuelo 8250 de Aires ocurrió el 16 de agosto de 2010 en la pista del Aeropuerto Internacional Gustavo Rojas Pinilla de San Andrés y Providencia, Colombia.

- El 19 de marzo de 2016 se accidentó el Boeing 737-800 del vuelo FZ981 de Flydubai cerca del Aeropuerto de Rostov del Don en Rusia sin sobrevivientes. El avión llevaba 62 personas.[44]

- El 17 de abril de 2018, el vuelo 1380 de Southwest Airlines de Nueva York a Dallas, un 737-700, sufre una avería y explosión del motor 1, produciendo la ruptura de una ventana y la consiguiente parcial succión de una pasajera que estaba sentada en ese asiento. Producto de las lesiones esta mujer falleció. El avión aterrizó de emergencia en el aeropuerto de Filadelfia.

- El 18 de mayo de 2018, el vuelo 972 de Cubana de Aviación se estrelló minutos después de despegar del Aeropuerto Internacional José Martí de La Habana. El avión Boeing 737-201 llevaba 113 personas a bordo (107 pasajeros y 6 tripulantes) y tenía como destino el Aeropuerto Internacional Frank País en la ciudad de Holguín. En el accidente fallecieron 112 personas y 1 quedó herida de gravedad.

- El 29 de octubre de 2018, el vuelo 610 de Lion Air se precipitó sobre el mar de Java 13 minutos después de despegar de Soekarno-Hatta (Yakarta), falleciendo sus 189 ocupantes.

- El 10 de marzo de 2019, el vuelo 302 de Ethiopian Airlines que cubría la ruta del Aeropuerto Internacional Bole (Etiopía) al Aeropuerto Internacional Jomo Kenyatta (Kenia) en un Boeing 737 MAX 8, se estrelló poco después del despegue. No hubo sobrevivientes y murieron 157 personas,[45] obligando además a la suspensión de vuelos de este modelo. A raíz de este segundo accidente, el Sistema de Aumento de Características de Maniobra, en inglés: Maneuvering Characteristics Augmentation System o MCAS fue revertido en versionado de software y utilizará dos sensores de hardware en vez de uno.[46]

- El 7 de enero de 2020, un Boeing 737-800 de la aerolínea Ukraine International Airlines con 180 pasajeros se estrella cerca del aeropuerto Imam Khomeini en Teherán  al recibir el fuego de una batería de misiles por un error humano, según las autoridades iraníes.

- El 9 de enero de 2021, un Boeing 737-500, que operaba como el vuelo 182 de Sriwijaya Air, que había despegado de Yakarta con destino a Pontianak, en la isla de Borneo, se estrella en el mar poco después de despegar, falleciendo sus 62 ocupantes.

- El 21 de marzo de 2022, el vuelo 5735 de China Eastern Airlines operado por la aerolínea China Eastern Airlines entre Kunming y Cantón con un Boeing 737-800, se estrelló en el condado de Tengxian, cerca de la ciudad de Wuzhou, falleciendo las 132 personas a bordo.

### Desarrollos relacionados
- Competencia entre Airbus y Boeing
- Boeing 737 Classic
- Boeing 737 Next Generation
- Boeing T-43
- Boeing Business Jet
- Boeing 737 AEW&C
- C-40 Clipper
- P-8 Poseidon

### Aeronaves similares
- Airbus A320
- Boeing 717
- Bombardier CSeries
- Bombardier CRJ 1000
- Comac C919
- Dassault Mercure
- Embraer 195
- Kawasaki YPX
- McDonnell Douglas DC-9
- McDonnell Douglas MD-80
- McDonnell Douglas MD-90
- UAC MS 21
- Sukhoi Superjet 100
- Tupolev Tu-154M
- Tupolev Tu-204
- Yakovlev Yak-42D

### Secuencias de designación
- Aviones comerciales a reacción de Boeing: 707 • 717 • 720 • 727 • 737 • 747 • 757 • 767 • 777 • 787